# Megistogastropsis invita
Megistogastropsis invita là một loài ruồi trong họ Tachinidae.